# Johann Brettner
Johann Antoni Brettner (ur. 10 maja 1799 w Miechowicach k. Bytomia, zm. 25 lutego 1866 w Poznaniu) – nauczyciel, radca szkolny, dyrektor gimnazjum.
Johann Antoni Brettner pochodził z polskiej rodziny chłopskiej, a uległ zniemczeniu w gimnazjum i podczas studiów matematyczno–fizycznych we Wrocławiu (1819–1824). Uczył w katolickim gimnazjum w Gliwicachw latach 1824–1838, a w latach 1838–1843 w gimnazjum Macieja we Wrocławiu. Wielu wydań i tłumaczeń doczekały się opracowane przez niego podręczniki. W 1839 uniwersytet w Kilonii nadał mu tytuł doktora.Powołany został w 1843 na prowincjonalnego radcę szkolnego do Poznania, a ponadto w 1846 powierzono mu kierownictwo gimnazjum Marii Magdaleny. Pozostał na tych stanowiskach aż do śmierci.
Chociaż uważał się za Niemca to bronił praw języka polskiego i przychylnie odnosił się do młodzieży i nauczycieli polskich w Poznańskiem. Wspierał powstanie Królewskiego Katolickiego Gimnazjum w Ostrowie (otwarte 1845), a w 1848 zapobiegł próbie zamknięcia Gimnazjum św. Marii Magdaleny w Poznaniu. Uzyskał w 1855 nowy budynek dla tego gimnazjum (przy pl. Bernardyńskim). Przyczynił się w 1863 do utrzymania jego polskiego charakteru i ze zlikwidowanego za udział uczniów w powstaniu styczniowym Gimnazjum Kosmowskiego w Trzemesznie przyjął 9 profesorów.
Od 1824 był żonaty z protestantką nie ustalonego nazwiska, z którą miał dwóch synów i trzy córki.